# Lycophidion uzungwense
Espèce
Synonymes
- Lycophidion capense uzungwensis 
Loveridge, 1932

Lycophidion uzungwense est une espèce de serpents de la famille des Lamprophiidae. 

## Répartition
Cette espèce est endémique de Tanzanie. Elle se rencontre dans les monts Udzungwa.

## Description
L'holotype de Lycophidion uzungwense, un mâle, mesure 219 mm dont 24 mm pour la queue. Son dos est bleu nuit, chaque écaille étant ornée dans sa partie postérieure d'une tache blanche. Sa face ventrale est de la même couleur mais les écailles présentent deux traits blancs de chaque côté.

## Étymologie
Son nom d'espèce, composé de uzungw[a] et du suffixe latin -ense, « qui vit dans, qui habite », lui a été donné en référence au lieu de sa découverte.

## Publication originale
- Loveridge, 1932 : New Reptiles and Amphibians from Tanganyika Territory and Kenya Colony. Bulletin of the Museum of Comparative Zoology, vol. 72, p. 374-387 (texte intégral).